# Sting in the Tail
Sting in the Tail es el decimoséptimo álbum de estudio de la banda alemana de hard rock y heavy metal Scorpions, publicado en 2010 por Sony BMG en Europa y por New Door Records en los Estados Unidos. En 2005, los suecos Mikael Andersson y Martin Hansen fueron algunos de los productores interesados en trabajar con la banda para un eventual disco. Pero tras considerar innumerables ideas, el grupo optó por la propuesta de Desmond Child de crear un álbum conceptual, titulado Humanity: Hour I (2007). En 2009, cuando se disponía a realizar una nueva producción, la banda no dudó en contactarlos, pues, antes de escoger a Child en 2006, eran la primera opción para el álbum anterior. Una de las motivaciones de los suecos era que Scorpions retomara su clásico estilo de hard rock, particularmente el establecido entre Lovedrive (1979) y Savage Amusement (1988).
Como Scorpions aún tenía decenas de presentaciones que dar en el marco del Humanity World Tour, la grabación se llevó a cabo por partes en cuatro estudios, entre mayo y diciembre de 2009. Una vez que tuvieron dieciséis canciones registradas, a nadie le gustó como resultaron las pistas, por lo que los productores decidieron darles otro enfoque y todo el proceso se realizó de nuevo. A diferencia de lo ocurrido en Humanity: Hour I, en esta oportunidad los músicos no querían entregar un mensaje humanitario en las letras, más bien querían disfrutar de la música, pasarla bien y volver a un rock sencillo. En diciembre de 2009, antes de iniciar la masterización, los músicos invitaron a los ejecutivos de Sony BMG y a su agencia a oír las canciones. Conformes con el sonido, desde la agencia nació la idea de nombrarlo su último álbum de estudio. Aunque lo vieron como una broma, al final los músicos aceptaron la idea y el 24 de enero de 2010 anunciaron que Sting in the Tail sería su último álbum y, por consiguiente, pondrían fin a su carrera.
Una vez en el mercado, recibió críticas mayoritariamente positivas por parte de la prensa especializada. Aspectos como el regreso a su clásico estilo, las canciones, las melodías, la producción y la voz de Klaus Meine fueron algunos de los puntos mejor evaluados. En contraparte, algunos reseñadores consideraron forzadas las baladas; que era un álbum bueno, pero no esencial; y que careció de cualquier tipo de factor sorpresa. En cuanto a lo comercial, Sting in the Tail logró ingresar entre los diez más vendidos en varias listas musicales de Europa; por ejemplo, en Grecia alcanzó la primera posición. En Alemania se situó en el puesto 2 del Media Control Charts y en 2011 la Bundesverband Musikindustrie (BVMI) lo certificó de disco de platino, por vender más de 200 000 copias. 
En 2010, Sony BMG publicó a nivel mundial el sencillo promocional «The Good Die Young», mientras que New Door editó «Raised on Rock» en los Estados Unidos. En determinados mercados, la filial de Sony, Columbia SevenOne Music, publicó en versiones editadas o para las radios a «Sting in the Tail», «Lorelei» y «The Best Is Yet to Come». El 15 de marzo de 2010 inició el Get Your Sting and Blackout World Tour, la cual fue promocionada como la gira de despedida. Inicialmente contaba con presentaciones hasta 2011, pero tras el éxito conseguido, la extendieron hasta el 2012. Al siguiente año, después de que Scorpions anunciara que cancelaba su retiro de la industria, la gira se alargó hasta el 2014. Con más de 260 presentaciones, la gira terminó el 29 de noviembre de 2014, en Bruselas (Bélgica).

## Antecedentes
En abril de 2005, el guitarrista Rudolf Schenker comentó que esperaban iniciar la grabación de un nuevo álbum de estudio. Después de que no llegaran a un acuerdo contractual con Dieter Dierks y tras rechazar la idea de producirlo ellos mismos, optaron por buscar un productor que supiera realzar sus cualidades musicales. Entre los postulantes se encontraba la dupla de músicos suecos Mikael Andersson y Martin Hansen, conocidos mayormente por haber producido el álbum Dead Letters (2003), de The Rasmus. En 2006, el vocalista Klaus Meine viajó a Estocolmo para juntarse con ellos y en ese encuentro compusieron el tema «The Game of Life». Después de otras reuniones llevadas a cabo en Alemania, en donde quedaron disconformes con las ideas sugeridas por otros interesados, en febrero de 2006 Meine y Schenker se trasladaron a Los Ángeles para entrevistar a otras personas. Al final, los músicos optaron por la idea de Desmond Child de hacer un álbum conceptual.
Entre octubre de 2006 y febrero de 2007, la banda grabó en Los Ángeles su décimo sexto álbum, Humanity: Hour I, coproducido por Child y James Michael. El concepto del disco está basado en una historia de Child y el artista Liam Carl sobre una guerra civil entre humanos y robots. Con la finalidad de tener ideas frescas y nuevas, las canciones fueron escritas con la colaboración de compositores externos; algunos eran conocidos de Child y otros ya habían trabajado con Scorpions en producciones anteriores. Entre las pistas incluidas estaba «The Game of Life», pero antes de añadirla, Meine y Child reescribieron la letra. A pesar de que la mezcla del álbum recién había comenzado, el 2 de marzo de 2007 Scorpions dio inicio la gira de conciertos Humanity World Tour. En definitiva, Humanity: Hour I salió a la venta semanas más tarde, el 14 de mayo de 2007.
El 21 de febrero de 2009, Scorpions recibió el galardón a la trayectoria en la ceremonia de los premios alemanes Echo. Más tarde, el 2 de abril, el fansite ScorpionsNews.com informó de que la banda comenzaría la grabación de una nueva producción en ese año, con proyecciones para que saliera al mercado en 2010. De hecho, días después en una entrevista a Deutsche Welle, Meine confirmó que estaban en ello. Durante el resto de 2009, la agrupación continuó dando espectáculos en vivo como parte de la gira de Humanity: Hour I, de las cuales destacaron ocho eventos en Rusia como cabecera del festival Monsters of Rock. En junio, se anunció la extensión de su contrato con Ariola Records, parte de la empresa conjunta Sony BMG. Por su parte, el 25 de noviembre salió al mercado el DVD Amazonia: Live in the Jungle, editado en conjunto con Greenpeace para difundir el peligro de la deforestación en el Amazonas. Con 160 presentaciones, el Humanity World Tour finalizó el 6 de diciembre de 2009 en Zabrze (Polonia).

## Grabación

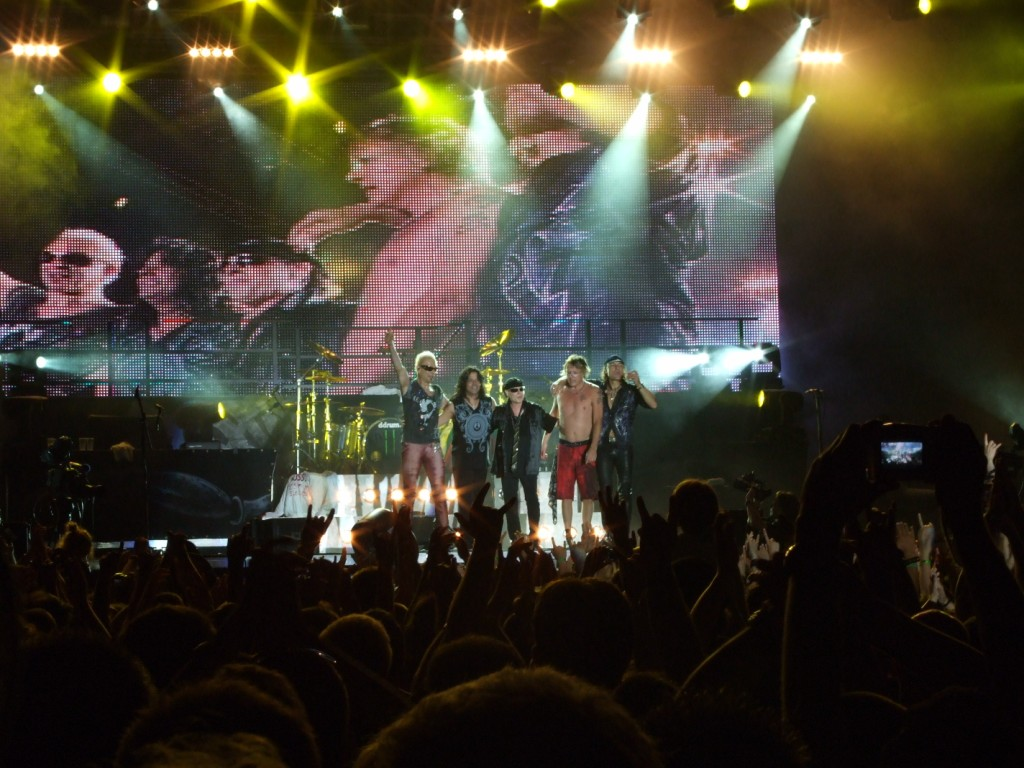
La grabación se realizó por partes, pues la banda aún tenía presentaciones en vivo que dar en el marco del Humanity World Tour. En la imagen, Scorpions en el festival de Kavarna (Bulgaria) del 2 de julio de 2009

En 2009, Scorpions no dudó en contactar a Mikael Andersson y Martin Hansen pues, antes de escoger a Child en 2006, ellos eran la primera opción para producir Humanity: Hour I. Como ambos eran seguidores del grupo desde los años setenta, el guitarrista Matthias Jabs comentó que no existió una «relación de productor-banda», sino más bien era como «una banda unida de siete miembros». Para Schenker, esa fue la principal diferencia de trabajo con Child, ya que los suecos eran más relajados y «querían volver a tener a los Scorpions clásicos». Para la preproducción, los músicos fueron apoyados por el director de orquesta Christian Kolonovits y el programador Stefan Schrupp, quienes ya habían trabajado con ellos en el proyecto sinfónico Moment of Glory en el año 2000.
En mayo de 2009 los músicos se reunieron con los productores en Estocolmo para iniciar la grabación, pero debido a las presentaciones en vivo que aún quedaban por realizar del Humanity World Tour, el registro del álbum se llevó a cabo por partes en cuatro estudios diferentes. Jabs comentó que a veces trabajaban en las canciones por una semana o diez días y, después de dar los conciertos, volvían a grabarlas; por ese motivo, señaló que el proceso se sintió «fresco». El 1 de junio Blabbermouth.net informó de que ya tenían seis canciones grabadas; sin embargo, tras varias presentaciones en Europa entre junio y julio, el proceso de grabación se tomó en serio recién en agosto de 2009. Las principales pistas, como las de las guitarras y el bajo, se grabaron en los estudios Scorpio Sound en Hannover, propiedad de Schenker, mientras que la voz de Meine la registraron en The Garage Studio en Estocolmo. Por su parte, algunos coros y voces adicionales se imprimieron tanto en los Scorpio Sound como en el Vocal Land Studio de Alemania y la batería se registró en los Atlantisstudion de Estocolmo. En cuanto a los instrumentos, Jabs y Schenker emplearon guitarras de fábricas como Gibson, Fender, Taylor Guitars, Dommenget personalizadas y la signature Mastercaster, a la vez que Meine usó micrófonos de las marcas AKG, C12, Korby Kat y Microtech Gefell; por cierto, la mayoría de estos formaban parte del equipo de los estudios Scorpio Sound. Por su parte, el baterista James Kottak utilizó equipos de ddrum y platillos Zildjian. Un detalle que destacó durante la grabación de las guitarras fue que Jabs usó su propia línea de amplificadores llamada Mastertone, que inauguró en la gira de Humanity: Hour I.
Una vez que ya tenían cerca de dieciséis canciones registradas, Kottak señaló que nadie estaba contento con el resultado. Por esa razón, los productores las tomaron y las «pusieron patas arriba» según el baterista, ya que les dieron una nueva perspectiva y todo el proceso se realizó de nuevo. Andersson trabajó con el overdubbing y las guitarras, mientras que Hansen se enfocó en las voces. Una de las motivaciones del dúo sueco era que la banda retomara su clásico estilo de hard rock, particularmente el establecido entre Lovedrive (1979) y Savage Amusement (1988). En ese sentido, el crítico Martin Popoff comentó que los suecos lograron realizar unos de los «más impactantes y explosivos sonidos para el grupo en años», cuya producción «brillante y vital lo remonta a Blackout (1982)». En retrospectiva, Jabs tuvo una opinión similar, pues consideró que el sonido logrado en Sting in the Tail hizo de él un probable sucesor de Love at First Sting (1984).
Tras terminar la grabación a mediados de diciembre de 2009 y antes de que iniciara la masterización, que se llevó a cabo en los estudios Sterling Sounds en Nueva York, la banda invitó a los ejecutivos de Sony BMG y a su agencia a oír las canciones. En esa reunión, todos quedaron conformes con el sonido del disco y, al día siguiente, desde la agencia nació la idea de nombrarlo su último álbum de estudio y, por consiguiente, realizar una extensa gira de conciertos para despedirse de su público. Al principio, lo tomaron como una broma, pero luego de considerar su edad —Schenker y Meine sobrepasaban los sesenta años— y la calidad del álbum, decidieron aceptar la propuesta. El 24 de enero de 2010, Scorpions publicó en su sitio web un comunicado en donde anunció el fin de su carrera; entre las frases se leía: «Terminamos nuestra carrera con un disco que consideramos uno de los mejores que hemos grabado».

## Composición

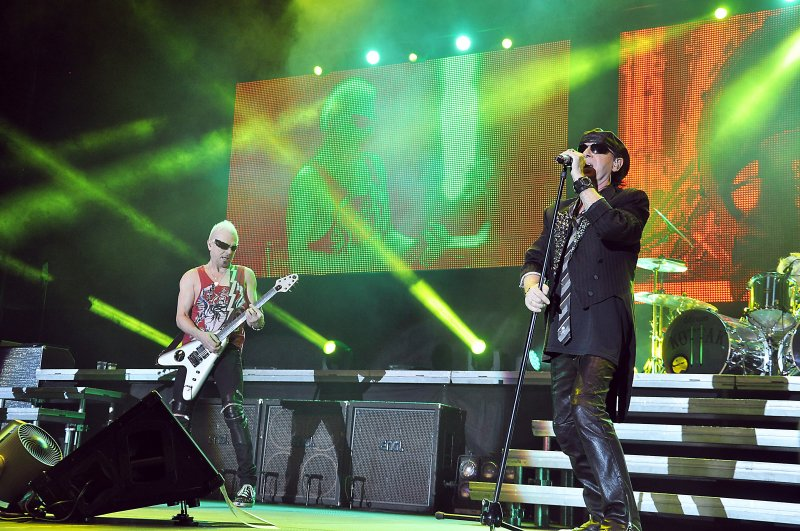
El guitarrista Rudolf Schenker y el vocalista Klaus Meine fueron los principales compositores

Sting in the Tail se compone de doce canciones, de las cuales Schenker y Meine fueron los principales compositores, aunque los productores también recibieron créditos por cocrear varias de ellas. Cerca de dieciocho se compusieron exclusivamente para el álbum, pero también retrabajaron otras que habían sido descartadas en producciones anteriores; por ejemplo, «Slave Me», «No Limit», «Turn You On» y «The Best Is Yet to Come» fueron escritas durante las sesiones de Unbreakable (2004). A diferencia de lo ocurrido en Humanity: Hour I, en esta oportunidad los músicos no querían entregar un mensaje humanitario en las letras, más bien querían disfrutar de la música, pasarla bien y volver a un rock sencillo. Como prueba, Kottak señaló que cuatro canciones tienen la palabra rock en el título. De acuerdo con Schenker, la pista inicial «Raised on Rock» es «nuestra banda sonora y lo será hasta el final de nuestros días. Es la razón por la que formamos la banda [en alusión a la letra]». De hecho, la primera línea del primer verso dice: I was born in a hurricane, en referencia a «Rock You Like a Hurricane». Los acordes son similares, mientras que el riff de la guitarra está interpretado de manera inversa a la canción de 1984; Jabs señaló que ese detalle fue «semi-intencional». En un análisis realizado por Popoff, señaló que posee una progresión armónica simple, un estribillo hímnico, un talk box y «sabrosos solos que colorean la experiencia positiva». Además, comentó que sigue el estilo de Love at First Sting y era «tan firme» como «Bad Boys Running Wild» y «Big City Nights» —ambas de esa producción—, pero «demasiado estúpida» para estar en Blackout. Por su parte, Thom Jurek, en su reseña para AllMusic, comentó que los riffs y los tonos de la guitarra suenan como a algo de Virgin Killer (1976) o Lovedrive (1979). Además, una vez que entra la guitarra de Jabs y la voz de Meine, «el efecto es completo, el sonido es familiar, pero de alguna manera no nostálgico».
La idea tras «Sting in the Tail» provino de Meine, quien llegó al estudio Scorpio Sound con la letra y allí Schenker compuso la música. No obstante, no les gustó cómo resultó, pues pensaron que sonaba a Lady Gaga, por lo que siguieron trabajando en ella. Un día, mientras Meine iba en vehículo hacia el estudio, creó la frase que llegó a ser una especie de segundo estribillo: bang bang rock with the gang. Con ella, el vocalista terminó de escribir la letra que, según Schenker, es un gran símbolo de lo que es Scorpions. Esta frase, que parecía ser un efecto de sonido, se realizó con distintas tonalidades en las voces. Considerada por Jurek como una pista «fiestera de boogie-metal», musicalmente es pesada y presenta texturas adicionales en la guitarra, como un efecto wah-wah y un solo «extrañamente limpio». «Slave Me», coescrita por Jabs, Meine, Schenker y el estadounidense Eric Bazilian, continúa la fina tradición de Scorpions según Popoff, en el sentido de que «contiene la creatividad para que el verso explote con gloria teutónica cuando llega el momento del estribillo». Por primera vez en su carrera, Jabs interpretó el riff con el sonido real de la guitarra y el talk box juntos. Afirmó que usualmente se tocan por separado, pues cuando se conecta el talk box corta el altavoz, pero para esta canción decidió ejecutarlos al unísono.

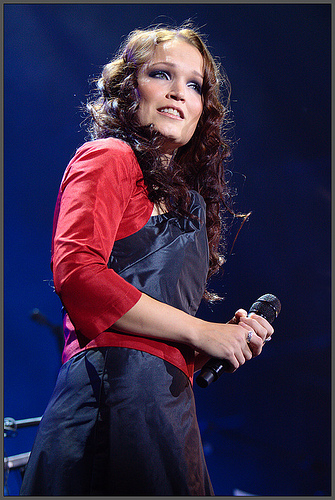
La vocalista Tarja Turunen figuró como invitada en la canción «The Good Die Young»

De acuerdo con Popoff, «The Good Die Young» es una power ballad de primer nivel, es épica y posee un estribillo poderoso, cuya letra tiene sentimientos de antiguerra y trata sobre los soldados en Afganistán. Meine se inspiró en una conversación con un amigo, quien le comentó que iba a la guerra de ese país por ocho meses; sin embargo, entre líneas, él notó que en sus palabras decía: «bueno, espero volver a casa con vida». Este es el único tema del álbum que entrega un mensaje y además está cantada a dueto con Tarja Turunen, exvocalista de Nightwish. Sin embargo, no la escribieron para hacer un dúo, pues fue una idea impuesta por el sello discográfico más bien por razones de mercadotecnia y no musicales. Como trataba de chicos que iban a un conflicto bélico, pensaron que tener una voz femenina crearía una atmósfera increíble, por lo que Turunen funge como una madre que quiere de vuelta a sus hijos. Meine invitó telefónicamente a la vocalista, a quien conocían desde hacía años, aunque lograron una relación más cercana en el festival Live and Loud de São Paulo. Si bien les resultó difícil congeniar los tiempos, pues ambas partes estaban enfocadas en sus respectivas carreras, Schenker consideró también invitarla a grabar un videoclip en uno de los conciertos en vivo. Para ello, retrabajaron la canción para darle un mayor protagonismo a Turunen, dejando que cantara un verso y aumentaron el volumen de su voz en el estribillo.
«No Limit», otra coescrita con Bazilian, es «una de las más crujientes que la banda ha grabado en años» según Popoff, porque si bien encaja en el concepto sencillo de hard rock, logra una postura más de heavy rock por encima de las tres primeras canciones. «Rock Zone», «Spirit of Rock» y «Let's Rock» tratan sobre la música rock. La primera es un rock fiestero, mientras que la segunda tiene un poco de pop, pero posee adornos de guitarras que llenan los espacios reservados para los cortes solistas; «un típico movimiento de Scorpions» según el crítico. En cambio, «Let's Rock» es «bastante agresiva, pero lenta y chirriante» y, aunque cliché en parte, es «ricamente teutónico en los descansos y en el estribillo». Además, destaca la interpretación de Kottak. «Turn You On» es un rock europeo, cuya progresión de acordes de la vieja escuela es interpretada por guitarras distorsionadas; en su análisis, Popoff la denominó «firme y tensa (...) simple, directa y contagiosa». Jurek, en cambio, destacó, tanto en esta como en «Rock Zone» y «Spirit of Rock», la sección rítmica de Kottak y el bajista Paweł Mąciwoda.
Por su parte, «Lorelei» y «SLY» son baladas que aumentan lentamente la melodía, una «combinación de forma casi clásica con dinámicas de hard rock, texturas vocales y de guitarra de múltiples capas». La primera trata sobre Lorelei, una sirena que atrae a los hombres desde la roca que se lleva su nombre en el río Rin. Popoff la llamó «otra balada de alta calidad», la cual posee una vibra de la música mediterránea. Mientras tanto, «SLY» cuenta la historia de una niña de mismo nombre. Meine tomó inspiración después de que se enteró de que muchas personas en los años ochenta en Europa, en especial en Francia, hicieron el amor con «Still Loving You» de fondo y algunas parejas les pusieron el nombre de Sly a sus concebidas hijas, por las siglas de la canción. El álbum cierra con otra balada, «The Best Is Yet to Come», que al igual que «Lorelei» fue coescrita con los músicos suecos Fredrik Thomander y Anders Wikström. Esta la compusieron originalmente en 2003 en las últimas sesiones de grabación de Unbreakable, pero no la incluyeron en el disco. Posteriormente, la consideraron para el siguiente, pero la volvieron a descartar porque no encajaba con el concepto de Humanity: Hour I. La letra trata sobre dar el mejor paso adelante para hacer que la vida sea más interesante y la agregaron intencional e irónicamente como pista final para que la gente se preguntara qué es lo que está por venir.

## Lanzamiento
Después de que la banda anunciara el final de su carrera el 24 de enero de 2010, ese mismo día publicó en su sitio web oficial los primeros fragmentos de algunas canciones. A partir de entonces, hubo distintos adelantos con el paso de los días; por ejemplo, el 13 de febrero se lanzó en línea un mensaje en video (EPK) en inglés, mientras que el 21 del mismo se anunció la lista de canciones con los respectivos créditos. Por su parte, el 25 de febrero estuvo disponible en la versión alemana de Amazon los samples de todas las canciones. Como exclusividad mundial, el 14 de marzo de 2010 el periódico Real News lo publicó en Grecia. El día anterior, el club de fanes griego realizó una sesión de escucha de las canciones en el Hard Rock Café de Atenas. Oficialmente, Sting in the Tail salió al mercado el 19 de marzo de 2010 a través de Sony BMG. Por su parte, el 23 de marzo Universal Music Enterprises (UME), por medio de su filial New Door Records, lo publicó en los Estados Unidos. En la semana del lanzamiento en ese país, iTunes ofreció a sus clientes la posibilidad de ordenar el álbum hasta el 22 de marzo con «Let's Rock» como pista exclusiva; cabe indicar que esa canción ya venía incluida en la versión europea. En Japón salió a la venta a finales de marzo con «Thunder and Lightning» como bonus track. Escrita por Schenker, Meine y Kolonovits, es una canción de heavy rock con «una melodía malhumorada, mística, orgullosa y ruidosa» que, según Popoff, llega a una «conclusión épica, que debería ser la manera de terminar una carrera discográfica».
El 2 de noviembre de 2010, Sony publicó una edición prémium que contenía un disco compacto con las doce canciones oficiales del álbum, además de una nueva versión de «The Good Die Young», «Thunder and Lightning» y las pistas adicionales: «Dreamers», «Too Far» y «Miracle». Las tres últimas ya habían sido publicadas con anterioridad, pues tanto «Dreamers» como «Too Far» figuraron en la versión japonesa de Unbreakable, mientras que «Miracle» fue lanzada como sencillo el 5 de julio de 2004. A su vez, esta edición venía con un DVD que incluía una presentación en vivo de «Sting in the Tail», grabada en San Antonio (Texas), y otra de «The Best is Yet to Come», registrada en Praga (Austria). Por último, contó con un mensaje en video (EPK) en inglés llamado Sting in the Tail, que incluía ocho capítulos sobre las canciones «Hour I», «Holiday», «Wind of Change», «The Good Die Young», «Raised on Rock», «Lorelei», «Sting in the Tail» y «Rock You Like a Hurricane».

## Portada
El sello discográfico tenía varias ilustraciones para emplear como portada, entre ellas una en la que los músicos aparecían dentro de una habitación de hotel destruida que se publicó como póster en una revista alemana. La banda consideró usarla, pero luego de nombrar a Sting in the Tail como su último disco, decidió hacer algo diferente. Así fue como Schenker llegó con la idea de usar una gran s con un aguijón de un escorpión en su punta superior, pues era la letra inicial y final del nombre Scorpions. Alex, una de las personas que trabajaba con ellos, contactó al diseñador gráfico alemán Dirk Illing para que llevara a cabo el concepto. Según el guitarrista: «de alguna manera, es como un testamento, como una piedra, que dice "Scorpions"». Popoff comentó que era «venenosa», pues «la poderosa carátula refuerza la cruda comunicación del título». El folleto de notas se completó con fotografías de la banda tomadas por Marc Theis. El 22 de noviembre de 2009 se anunció el nombre del álbum, mientras que el 8 de enero de 2010 se publicó la portada.

## Promoción

### Sencillos
Aunque en la sección de discografía del sitio web oficial de Scorpions no figura ningún sencillo extraído de Sting in the Tail, Sony lanzó durante el 2010 algunos promocionales. El 26 de febrero «The Good Die Young» apareció en la plataforma digital Apple Music, mientras que Columbia SevenOne Music —filial de Sony Music— lo editó en formato disco compacto, el cual poseía en su lista de canciones la versión original y una editada. Como exclusividad mundial, la radio griega en línea Rockmachine.gr la estrenó el 20 de febrero y luego el club de fanes local, Greek Sting, subió una pista de audio acortada a Youtube. Por su parte, el 7 de abril se publicó su respectivo videoclip. En los Estados Unidos, «Raised on Rock» estuvo disponible como descarga digital en Amazon desde principios de marzo. Para el 7 de abril logró la segunda posición en la lista Classic Rock Mediabase, mientras que, para el 26 de junio, ya había alcanzado el primer lugar. Por su parte, el 3 de abril debutó en el Heritage Rock de la revista Billboard y para el 17 de julio llegó hasta la octava posición; en total, estuvo veinte semanas en la lista.
El 21 de junio de 2010, «Sting in the Tail» salió al mercado únicamente para las radios. Solo en Europa, Columbia SevenOne Music publicó como sencillo promocional una versión editada de «The Best Is Yet to Come». A su vez, «Lorelei» también estuvo disponible como promocional, pero en determinados mercados de ese continente. En Polonia, alcanzó el puesto 9 en el recuento LP3, para la semana del 22 de julio de 2010.

### Gira de conciertos

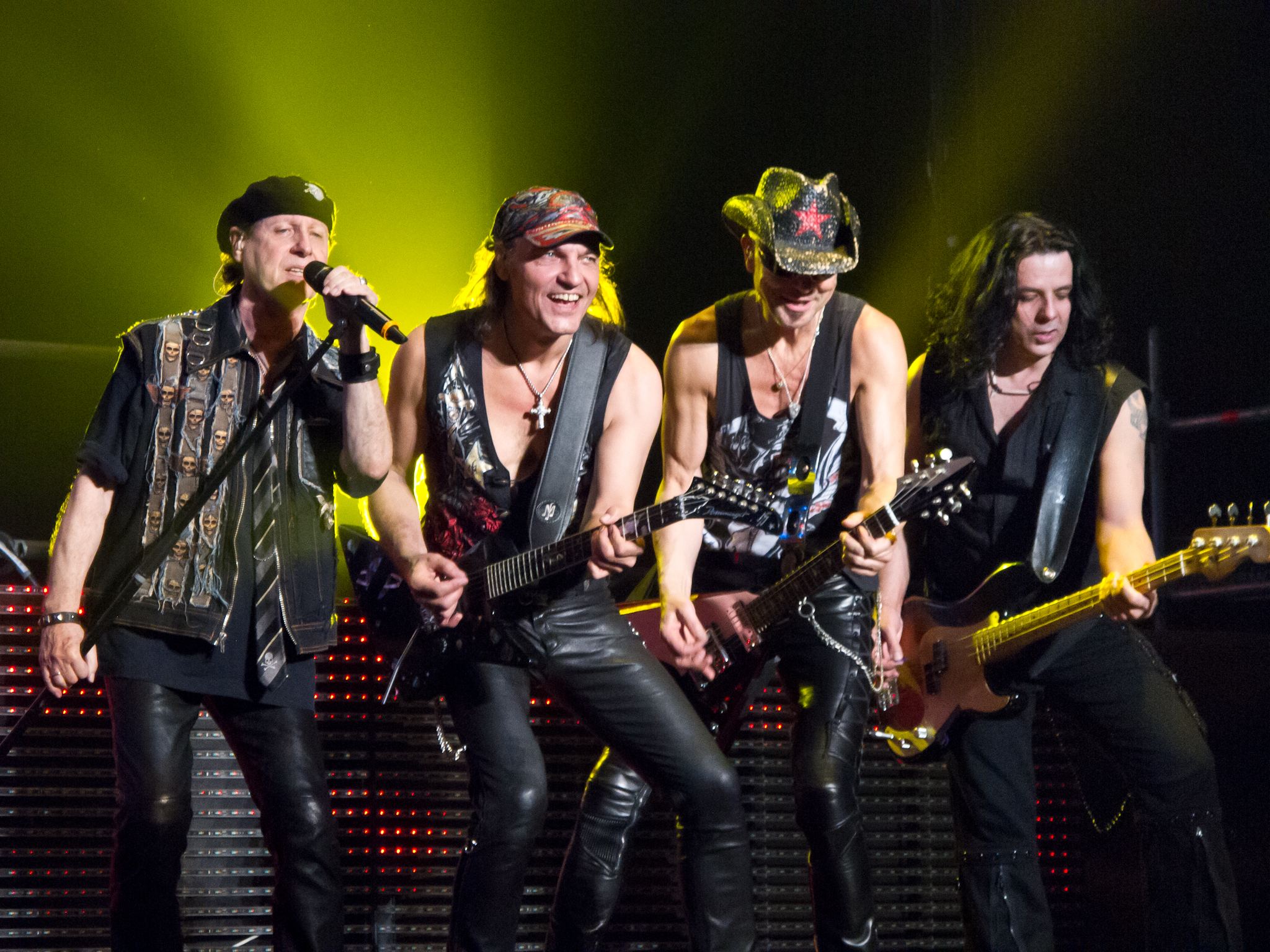
La gira Get Your Sting and Blackout World Tour comenzó en marzo de 2010 y terminó en noviembre de 2014. En la imagen, la banda en vivo en Madrid (España) en 2014

El 19 de noviembre de 2009, dos meses antes de confirmar su retiro, se anunció el nombre de la próxima gira de conciertos y, por consiguiente, las primeras presentaciones por Alemania. Más tarde, con el anuncio de que sería su tour de despedida, las presentaciones se extendieron hasta el 2011. El Get Your Sting and Blackout World Tour comenzó el 15 de marzo de 2010 en el recinto O2 Arena de Praga (Austria); desde esa fecha hasta el 12 de junio, la banda dio veinte conciertos por diferentes países de Europa, entre ellos tres en Grecia y ocho en Alemania. Por su parte, su primera fecha en los Estados Unidos aconteció el 18 del mismo mes en el PNC Bank Arts Center de Holmdel (Nueva Jersey), ante un aforo completo de 7000 personas. Esta dio inicio a la serie por la Norteamérica anglosajona, que sumó un total de treinta y dos espectáculos en ese país y seis en Canadá, en donde contaron con distintos teloneros, entre ellos Dokken, Ratt, Vince Neil y Cinderella. Tras ello, entre el 4 y el 24 de septiembre, Scorpions se presentó en Latinoamérica con cinco fechas en Brasil, dos en México, una en Argentina, Chile y Colombia, además de su primer concierto en vivo en La Paz (Bolivia). Luego de los eventos en Estambul (2 de octubre) y Tel Aviv (4 de octubre), el 14 de octubre la banda se presentó por primera vez en Chisináu (Moldavia), que dio inicio al segundo tramo por Europa, el cual terminó el 27 de noviembre de 2010 en Dortmund.
El 10 de febrero en Bangkok (Tailandia) comenzó las presentaciones de 2011, las que se llevaron a cabo principalmente en ciudades alemanas, francesas y de Europa oriental; por ejemplo, en mayo tocaron en nueve urbes de Rusia. Luego de tres conciertos en el Festival Internacional de Biblos de la capital libanesa, volvieron a Europa para realizar otros diez en Alemania, Francia, Finlandia, Suiza, Rumania y Ucrania. Tras el éxito conseguido, las presentaciones se extendieron hasta el 2012 con una nueva serie llamada Final Sting Tour. Comenzada el 4 de noviembre de 2011 en Ginebra, esta parte sumó más de ochenta fechas por Europa, Norteamérica y Latinoamérica hasta su término, el 17 de diciembre de 2012 en Múnich. Posteriormente, la banda anunció una nueva extensión para 2013 denominada Rock N' Roll Forever Tour, aunque sumó decenas de presentaciones también para 2014. Enfocada principalmente en Europa continental, destacó un evento sinfónico por Bielorrusia, Rusia y Ucrania junto con la Orquesta Sinfónica de Sofía. En total, con 260 presentaciones en cuatro años, la gira terminó el 29 de noviembre de 2014 en Bruselas (Bélgica).
Aunque fue promocionada como la gira de despedida, en enero de 2013 la banda anunció que cancelaban los planes de retiro. Estadísticamente, logró ser uno de los tours más exitosos en su carrera, pues en la gran mayoría de los recintos en los que se presentó fue con todas las entradas vendidas. De hecho, el sitio especializado en la industria de los conciertos, Pollstar, señaló que el Get Your Sting and Blackout Tour reunió 105,1 millones de dólares y Scorpions se presentó ante 1 700 231 personas.

## Recepción

### Crítica especializada
Sting in the Tail recibió críticas mayormente positivas por parte de la prensa especializada. Thom Jurek, del sitio web AllMusic, consideró que «la composición es característicamente estricta, los arreglos y los puentes son sofisticados», mientras que «la producción no cede a los clichés modernos y la banda suena como nadie más que una versión renovada de sí misma». Como el último de la banda comentó: «es un álbum del que los Scorpions y sus fanáticos pueden estar orgullosos». Scott Alisoglu, de Blabbermouth.net, señaló que «es una muy buena representación de lo que hace de Scorpions una banda de heavy metal verdaderamente clásica» basada en tres cosas: ganchos, guitarras y Klaus Meine. Sobre el vocalista, estimó que «todavía es capaz de tomar un patrón convencional y elevarlo a un nivel completamente diferente, con su querido acento y todo», mientras que destacó los ritmos distintivos de los guitarristas Matthias Jabs y Rudolf Schenker. Sobre si era el final de la banda, Alisoglu consideró que Sting in the Tail es «una gran salida». El tabloide alemán Bild señaló que la banda se despide con «una verdadera explosión» y lo nombró un «fuerte acorde final». La revista Billboard consideró que, los que gozaron de sus álbumes de los ochenta, disfrutarán de «punzadas nostálgicas». Sobre las canciones, estimó que «Sting in the Tail» y «No Limit» ofrecen «riffs galopeantes de rock», «Rock Zone» es un blues psicodélico, «The Good Die Young» es «ardiente», mientras que «The Best is Yet to Come» «suena como una nota optimista». Tobias Rüther, del periódico alemán Frankfurter Allgemeine Zeitung (FAZ), escribió que las «canciones están producidas masivamente de manera contemporánea, las guitarras son gruesas y pesadas, y la voz de Meine suena intensamente». Asimismo, la lista de canciones «forma el ADN de la banda».
El autor francés Guillaume Gaguet, del sitio Forces Parallèles, comentó que puede «ser clasificado en algún lugar entre Blackout, Crazy World y Humanity: Hour I». Algunos de los aspectos positivos que saltó fue la calidad vocal de Meine, los solos de guitarra más extensos por parte de Jabs y la excelente calidad de las canciones. Sin embargo, estimó que «Spirit of Rock» era «plana y predecible», «Sly» decepcionaba un poco y lamentó «una cierta falta de audacia y una cierta regresión» en comparación con Humanity: Hour. En general, Gaguet señaló que «muchos se iban por la puerta pequeña, [pero] Scorpions sale con los honores que le corresponde, por la puerta muy grande». Aniruddh «Andrew» Bansal, de Metal Assault, le otorgó una calificación casi perfecta, de nueve y media estrellas de diez posibles. En su crítica,  destacó varias cualidades de las canciones como los arreglos acústicos de «Lorelei», la voz y las guitarras en «Slave Me», la elección de Turunen en «The Good Die Young» y nombró a «Turn You On» «simplemente perfecta» y a «Sly» una «obra maestra en todos los sentidos». Concluyó diciendo que era un «álbum increíble» y «es la manera perfecta de decir adiós a los fanáticos». Matthias Mineur, de la edición alemana de Metal Hammer, comentó que «están roqueando tan fuerte como lo hicieron en Lovedrive (1979) o Blackout (1982)». Distinguió las «grandes melodías impulsadas por riffs simples de guitarra, pero efectivos», denominó a «Sly» como «la súper balada del álbum», a «Turn You On», «Raised on Rock» y «Rock Zone» de «satisfactorias», a «The Good Die Young» de «convincente» y consideró que el único fracaso era «Lorelei», por ser «demasiado plana». En conclusión, cerró su crítica afirmando que «puede incluso seguir el ritmo del éxito de ventas Love at First Sting (1984)».
Tony Antunovich, del sitio Metaleater, expresó que «es un esfuerzo sólido y se centra principalmente en himnos de rock interpretados en estilo Scorpions». Sobre su sonido, señaló que es «un cruce entre Unbreakable y los elementos más pesados de Crazy World y Savage Amusement», además, evaluó positivamente la voz de Meine. Al término, comentó: «Sting in the Tail bien puede ser la última presentación de Scorpions, pero la huella que han dejado en el rock and roll, y en la música en general, es inmortal». Grigoris Chronis, de Metal Temple, escribió que la producción realizada por Andersson y Hansen es «realmente convincente y lleva la tradición sonora de Scorpions», pues su sonido tiene cierto aire a Blackout, Savage Amusement o Crazy World. Sin embargo, «no destaca en comparación con algunos de sus clásicos más importantes (...) pero expone casi todas las cosas buenas por las que este grupo ha sido amado a lo largo de su tremenda carrera». Alexander Kolbe, de la revista alemana Rocks, le dio ocho estrellas sobre diez y comentó que la banda «traslada su viejo sonido ochentero al presente y le resulta bien», mientras que «Raised on Rock», «Turn You On» y la «atmosférica balada "Sly" respiran el espíritu de Love at First Sting». Eso sí, «a pesar del cursi descarrilamiento de "Lorelei", Sting In The Tail hubiera sido un disco de despedida digno». Jenny Rönnebeck, de Rock Hard, reseñó que posee increíbles guitarras, grandes melodías y un canto con una fuerza y una alegría impresionante; además, lo llamó «un magnífico legado de la mayor banda de rock alemana de todos los tiempos» y su «nueva obra maestra».
El sitio web Classic Rock Revisited lo posicionó en el primer lugar en su lista de los treinta mejores lanzamientos de 2010. En su reseña, expresó que era su mejor álbum desde Love at First Sting y apropiado que terminara su carrera con una nota alta. A su vez, lo calificó como «un gran disco de hard rock que presenta todos sus sonidos característicos», citó a «Raised on Rock» y «The Best is Yet to Come» como «excelentes ejemplos de por qué el mundo se enamoró de estos alemanes vestidos de cuero» y propuso que merecían estar en el Salón de la Fama del Rock and Roll. Por su parte, la revista electrónica Metal Storm, lo galardonó como el mejor álbum de hard rock de 2010 en su entrega anual de premios. El crítico canadiense Martin Popoff estimó que «suena empaquetado al vacío en el estilo de los Scorpions de 1984, [con] letras groseras incluidas, para bien o para mal, pero sobre todo para mejor». El periodista Malcolm Dome, en un recuento de los álbumes de la banda realizado para Classic Rock, posicionó a Sting in the Tail en el puesto catorce. Comentó que el objetivo de actualizar su sonido «casi funcionó», pues «no cometió el error de descartar lo que habían hecho anteriormente». Además, señaló que mantuvieron los mejores elementos de los ochenta y los perfeccionaron, consideró a «The Good Die Young» un «brillante dueto» y, en general, el álbum «tarareaba con un propósito».
Por su parte, también recibió algunas críticas mixtas. Mark Grumen, del sitio canadiense BraveWords, lo calificó con seis puntos sobre diez y comentó que las baladas parecían forzadas en medio de canciones de ritmo medio, de las cuales «Turn You On» es la que más se acerca a sus años de gloria. Kevin Wierzbicki, de antiMusic, lo valoró de tres puntos y medio de cinco y escribió que «es más o menos un esfuerzo típico de Scorpions, lleno de [canciones] roqueras bien interpretadas pero finalmente olvidables», en resumen, «(...) es bueno, pero no esencial». Eduardo Rivadavia de Ultimate Classic Rock, en su lista de los álbumes de la banda ordenados de peor a mejor, lo posicionó en el puesto catorce. En su análisis, indicó que «llega en gran medida al molde clásico de Scorpions», pero en general, «careció de cualquier tipo de factor sorpresa y un estilo vocal robótico desacertado, adoptado por Klaus Meine, no ayudó».

### Comercial
Una vez en el mercado, Sting in the Tail logró buenas posiciones en la gran mayoría de las listas musicales mundiales. El 2 de abril de 2010 debutó en el puesto 2 del Media Control Charts de Alemania y estuvo en la lista de manera ininterrumpida hasta el 10 de septiembre. No obstante, un mes más tarde, reingresó en la posición 24 y su última aparición ocurrió la semana del 3 de diciembre en la 89. Con un total de treinta semanas, terminó el año como el vigésimo noveno álbum más exitoso en ese país. En 2010 la Bundesverband Musikindustrie (BVMI) lo certificó de disco de oro, mientras que al año siguiente logró el de platino, por exceder las 200 000 copias vendidas. En Grecia debutó en el primer lugar en el recuento nacional. Este hecho le valió ser el tercer álbum consecutivo de Scorpions en alcanzar esa posición, tras obtenerlo Unbreakable en 2004 y Humanity:Hour I en 2007. Por su parte, entró en la tercera casilla del conteo de República Checa. Asimismo, se situó en la sexta posición en cuatro países: Austria, Finlandia, Suiza y Rusia. En esta última nación, fue el vigésimo quinto álbum más exitoso de 2010, mientras que en 2011 terminó en el cuadragésimo noveno. Por cierto, en 2011 la organización National Federation of Phonograph Producers (NFPP) le entregó una certificación de disco de platino por vender más de 10 000 copias en ese país.
En los demás países europeos, Sting in the Tail ocupó las casillas 14 en el Sverigetopplistan de Suecia, 19 en el Top 40 Album de Hungría, 21 en el AFP de Portugal, 30 en el Top 100 Álbumes de España, 39 en el Top 100 Artisti de Italia, 41 en el LP3 de Polonia y 71 en el Dutch Top 100 Albums de los Países Bajos. En cuanto a las listas de Bélgica, logró el lugar 45 en el Ultratop de la región Valona y el 83 en el Ultratop 200 Albums de Flandes. Por su parte, el 3 de abril de 2010 ocupó la casilla 91 en el Physical Albums Chart y la 96 en el UK Albums Chart, ambas del Reino Unido. En Francia, el 27 de marzo de 2010 debutó en el puesto 16 y estuvo un total de treinta y seis semanas, contando un reingreso ocurrido el 22 de enero de 2011. Hasta el 2018, la empresa francesa Infodisc estimó sus ventas en ese país en 35 100 unidades, sin tener en cuenta streaming. En la lista europea European Top 100 Albums, desarrollada por Billboard, debutó en la séptima posición en la semana del 10 de abril de 2010.
En Corea del Sur logró la posición 26 en el Gaon Chart, mientras que la edición prémium alcanzó la 77 semanas más tarde. En Japón consiguió el puesto 41 en el Top Albums Sales de Billboard Japan y el 25 en la lista elaborada por Oricon. En cuanto a las listas norteamericanas, Sting in the Tail se situó en el lugar 22 en el Canadian Albums Chart de Canadá y en el 33 en el Top 100 de México. Por su parte, en el Billboard 200 de los Estados Unidos debutó en la casilla 23 y estuvo cuatro semanas en el recuento. Esto lo convirtió en la mejor posición conseguida por uno de sus álbumes desde 1991, cuando Crazy World obtuvo la 21. En los demás conteos de Billboard, el álbum logró los puestos 2 en el Top Hard Rock Albums, 6 tanto en el Top Rock Albums como en el Top Rock & Alternative Albums. y 23 en el Top Album Sales, al igual que en el Top Current Album Sales. En su primera semana vendió 18 500 copias en ese país. mientras que para el 21 de agosto de 2010 ya contabilizaba 54 000 unidades comercializadas. Para la semana del 10 de abril de 2010 Sting in the Tail fue el decimocuarto más vendido en el World Albums Top 40, según Media Traffic.

## Lista de canciones
| N.º | Título                                   | Escritor(es)                                                  | Duración |  |
| 1.  | «Raised on Rock»                         | Meine, Mikael Nord Andersson, Martin Hansen                   | 4:00     |  |
| 2.  | «Sting in the Tail»                      | Schenker, Meine                                               | 3:16     |  |
| 3.  | «Slave Me»                               | Schenker, Meine, Jabs, Eric Bazilian                          | 2:43     |  |
| 4.  | «The Good Die Young» (con Tarja Turunen) | Schenker, Meine, Christian Kolonovits                         | 5:15     |  |
| 5.  | «No Limit»                               | Schenker, Meine, Bazilian                                     | 3:24     |  |
| 6.  | «Rock Zone»                              | Meine, Andersson, Hansen                                      | 3:20     |  |
| 7.  | «Lorelei»                                | Schenker, Meine, Bazilian, Fredrik Thomander, Anders Wikström | 4:33     |  |
| 8.  | «Turn You On»                            | Schenker, Meine, Andersson, Hansen                            | 4:24     |  |
| 9.  | «Let's Rock»                             | Schenker, Meine, Andersson                                    | 3:23     |  |
| 10. | «SLY»                                    | Schenker, Meine                                               | 5:17     |  |
| 11. | «Spirit of Rock»                         | Schenker, Meine, Bazilian                                     | 3:43     |  |
| 12. | «The Best is Yet to Come»                | Schenker, Bazilian, Thomander, Wikström                       | 4:34     |  |

| Pista adicional en la edición japonesa |                         |                             |          |  |
| N.º                                    | Título                  | Escritor(es)                | Duración |  |
| 13.                                    | «Thunder and Lightning» | Schenker, Meine, Kolonovits | 4:35     |  |

| Pistas adicionales en la edición prémium |                                            |                             |          |  |
| N.º                                      | Título                                     | Escritor(es)                | Duración |  |
| 13.                                      | «Dreamers»                                 | Schenker, Meine, Bazilian   | 4:49     |  |
| 14.                                      | «Too Far»                                  | Meine, Jabs                 | 3:07     |  |
| 15.                                      | «Miracle»                                  | Meine, Jabs, Thomas Nöhre   | 4:14     |  |
| 16.                                      | «The Good Die Young» (versión alternativa) | Schenker, Meine, Kolonovits | 5:16     |  |
| 17.                                      | «Thunder and Lightning»                    | Schenker, Meine, Kolonovits | 4:33     |  |

| Pistas exclusivas del DVD incluido en la edición prémium |                                                                              |          |  |
| N.º                                                      | Título                                                                       | Duración |  |
| 1.                                                       | «Sting in the Tail» (vídeo en vivo, grabado en San Antonio, Estados Unidos)  | 8:48     |  |
| 2.                                                       | «The Best Is Yet To Come» (vídeo en vivo, grabado en Praga, República Checa) | 4:37     |  |
| 3.                                                       | «Sting In The Tail» (mensaje en vídeo - EPK)                                 | 8:00     |  |

## Posicionamiento en listas musicales
| País/Continente | Lista (2010)                            | Posición |
| --------------- | --------------------------------------- | -------- |
| Alemania        | Media Control Charts                    | 2        |
| Austria         | Ö3 Austria Top 40                       | 6        |
| Bélgica         | Ultratop 200 Albums                     | 83       |
| Bélgica         | Ultratop (Valonia)                      | 45       |
| Canadá          | Canadian Albums Chart                   | 22       |
| Corea del Sur   | Gaon Chart                              | 26       |
| España          | Top 100 Álbumes                         | 30       |
| Estados Unidos  | Billboard 200                           | 23       |
| Estados Unidos  | Billboard Top Album Sales               | 23       |
| Estados Unidos  | Billboard Top Current Album Sales       | 23       |
| Estados Unidos  | Billboard Top Hard Rock Albums          | 2        |
| Estados Unidos  | Billboard Top Rock & Alternative Albums | 6        |
| Estados Unidos  | Billboard Top Rock Albums               | 6        |
| Europa          | European Top 100 Albums                 | 7        |
| Finlandia       | Suomen virallinen lista                 | 6        |
| Francia         | French Albums Chart                     | 16       |
| Grecia          | Top 75 Albums                           | 1        |
| Hungría         | Top 40 Album                            | 19       |
| Italia          | Top 100 Artisti                         | 39       |
| Japón           | Billboard Japan Top Albums Sales        | 41       |
| Japón           | Oricon                                  | 25       |
| México          | Top 100 México                          | 33       |
| Países Bajos    | Dutch Top 100 Albums                    | 71       |
| Polonia         | Polish Music Charts                     | 41       |
| Portugal        | AFP Chart                               | 21       |
| Reino Unido     | Physical Albums Chart                   | 91       |
| Reino Unido     | UK Albums Chart                         | 96       |
| República Checa | CZ Albums - Top 100                     | 3        |
| Rusia           | 2M Charts                               | 6        |
| Suecia          | Sverigetopplistan                       | 14       |
| Suiza           | Schweizer Hitparade                     | 6        |
| País            | Lista (2011)                            | Posición |
| Francia         | French Albums Chart                     | 168      |

| País     | Lista (2010)         | Posición |
| -------- | -------------------- | -------- |
| Alemania | Media Control Charts | 29       |
| Francia  | French Albums Chart  | 138      |
| Rusia    | 2M Chart             | 25       |
| Suiza    | Schweizer Hitparade  | 64       |
| País     | Lista (2011)         | Posición |
| Rusia    | 2M Chart             | 49       |

## Certificaciones
| País     | Organismo certificador | Certificación | Ventas certificadas | Ref.    |
| -------- | ---------------------- | ------------- | ------------------- | ------- |
| Alemania | BVMI                   | Platino       | 200 000             | [ 97 ]  |
| Rusia    | NFPP                   | Platino       | 10 000              | [ 106 ] |

## Créditos
| - Klaus Meine: voz y coros - Matthias Jabs: guitarra líder, guitarra rítmica, guitarra acústica, talk box - Rudolf Schenker: guitarra rítmica, guitarra líder y coros - Paweł Mąciwoda: bajo y coros - James Kottak: batería y coros Música invitada - Tarja Turunen: voz en «The Good Die Young» | - Mikael Andersson y Martin Hansen: producción y mezcla - Dirk Illing: diseño de portada - Marc Theis: fotografía - George Marino: masterización |

Fuente: Folleto de notas de la edición prémium de Sting in the Tail.